# Parc national de la Basse-Casamance
Situé près d'Oussouye, dans la région de Ziguinchor, le parc national de la Basse-Casamance est l'un des six parcs nationaux du Sénégal. Il est actuellement fermé.

## Histoire
Le parc a été créé en 1970 par le gouvernement après l'indépendance.

## Caractéristiques
Sa superficie est de 5 000 hectares,,.
Les principaux biotopes sont la forêt guinéenne (Parinari excelsa, Treculia africana, Pitheceloblum altissimum..) et la savane boisée.

## La faune
On y trouve 50 espèces de mammifères (buffle de forêt, panthère, Cercopithecus campbelli, Galagoides demidoff, colobe bai) ainsi que 200 espèces d'oiseaux.

## Tourisme
Le site se trouve à une trentaine de kilomètres de l'aéroport de Cap Skirring.
En raison du conflit en Casamance, ce superbe parc naturel tropical, peut-être miné, est fermé aux visiteurs depuis plusieurs années, dans l'attente de sa sécurisation complète.